# Giải tích hàm
Giải tích hàm là một ngành của giải tích toán học nghiên cứu các không gian vector được trang bị thêm một cấu trúc tôpô phù hợp và các toán tử tuyến tính liên tục giữa chúng. Chính việc nghiên cứu phổ của các toán tử đã dẫn đến việc nghiên cứu các đại số topo, một đối tượng khác của giải tích hàm. Các kết quả và phương pháp của nó thâm nhập vào nhiều ngành khác nhau như lý thuyết phương trình vi phân thường, phương trình đạo hàm riêng, lý thuyết các bài toán cực trị và biến phân, phương pháp tính, lý thuyết biểu diễn,... Ra đời vào những năm đầu của thế kỷ 20, bắt nguồn từ các công trình về phương trình tích phân của Hilbert, Fredholm,..., đến nay giải tích hàm tích lũy được những thành tựu quan trọng và nó đã trở thành chuẩn mực trong việc nghiên cứu và trình bày các kiến thức toán học.

## Các khái niệm cơ bản
- Không gian vector tôpô lồi địa phương. Đây có lẽ là loại không gian tổng quát nhất trong giải tích hàm. Các không gian Frechet, định chuẩn, Banach, Hilbert, là các trường hợp riêng quan trọng của các không gian vector tôpô lồi địa phương (sắp xếp theo thứ tự tính tổng quát giảm dần -> sự "tinh tế" tăng lên).
- Các toán tử tuyến tính liên tục giữa các không gian (còn gọi là đồng cấu). 2 trường hợp đặc biệt quan trọng là các phiếm hàm tuyến tính liên tục (dạng tuyến tính liên tục) và các tự đồng cấu.
- Giống như với các không gian, ta có các đại số tương ứng. Các đại số này dựa trên mô hình của đại số các tự đồng cấu, vì thế nên lý thuyết tổng quát về các đại số còn được gọi là lý thuyết đại số toán tử. Chú ý là khác với các không gian, các đại số thường chỉ xét trên trường số phức. Điều này là tự nhiên vì các tự đồng cấu chỉ có thể nghiên cứu "tốt" khi trường cơ sở là đóng đại số. Ngoài ra, dựa trên các tự đồng cấu tự liên hợp, người ta định nghĩa một lớp đại số định chuẩn rất quan trọng là các C*-đại số, không có sự tương ứng với các không gian!

 Vào năm 1932, Banach xuất bản cuốn sách "Lý thuyết toán tử", nội dung bao gồm những kết quả được biết vào thời đó về lý thuyết các không gian định chuẩn, đặc biệt là các định lý của Banach đã công bố trong các bài báo từ năm 1922-1929... Cuốn sách này làm cho Giải tích hàm có một tác động như cuốn sách của Van der Waerden về đại số, được xuất bản hai năm trước đó. Các nhà giải tích trên thế giới bắt đầu nhận thức được sức mạnh của phương pháp mới và áp dụng chúng vào các lĩnh vực khác nhau; các ký hiệu và thuật ngữ của Banach được chấp nhận rộng rãi, không gian định chuẩn đầy đủ được gọi là không gian Banach rồi chẳng bao lâu, lý thuyết này trở thành một phần bắt buộc trong chương trình đại học... (Theo J. Dieudonné (1981))

## Các nhà nghiên cứu
- Rhys Frijes
- Stefan Banach
- David Hilbert
- Israel Gelfand
- Peter Lux
- Toshio Kato
- Kosaku Yoshida
- Hiroshi Fujita
- Hisaya Masuda